# Langset
Langset is een plaats in de Noorse gemeente Eidsvoll, fylke Akershus. Langset telt 361 inwoners (2007) en heeft een oppervlakte van 0,5 km².

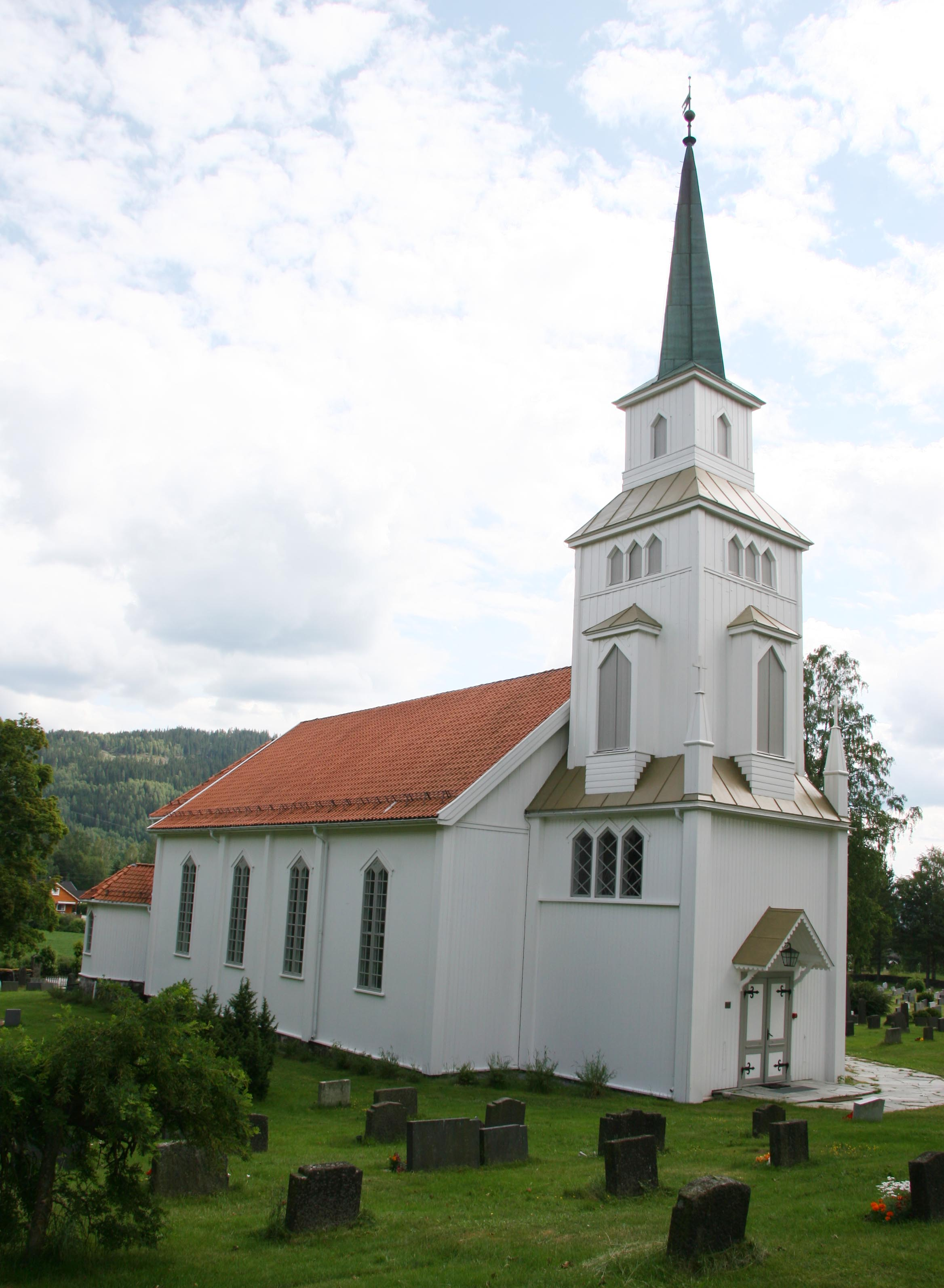
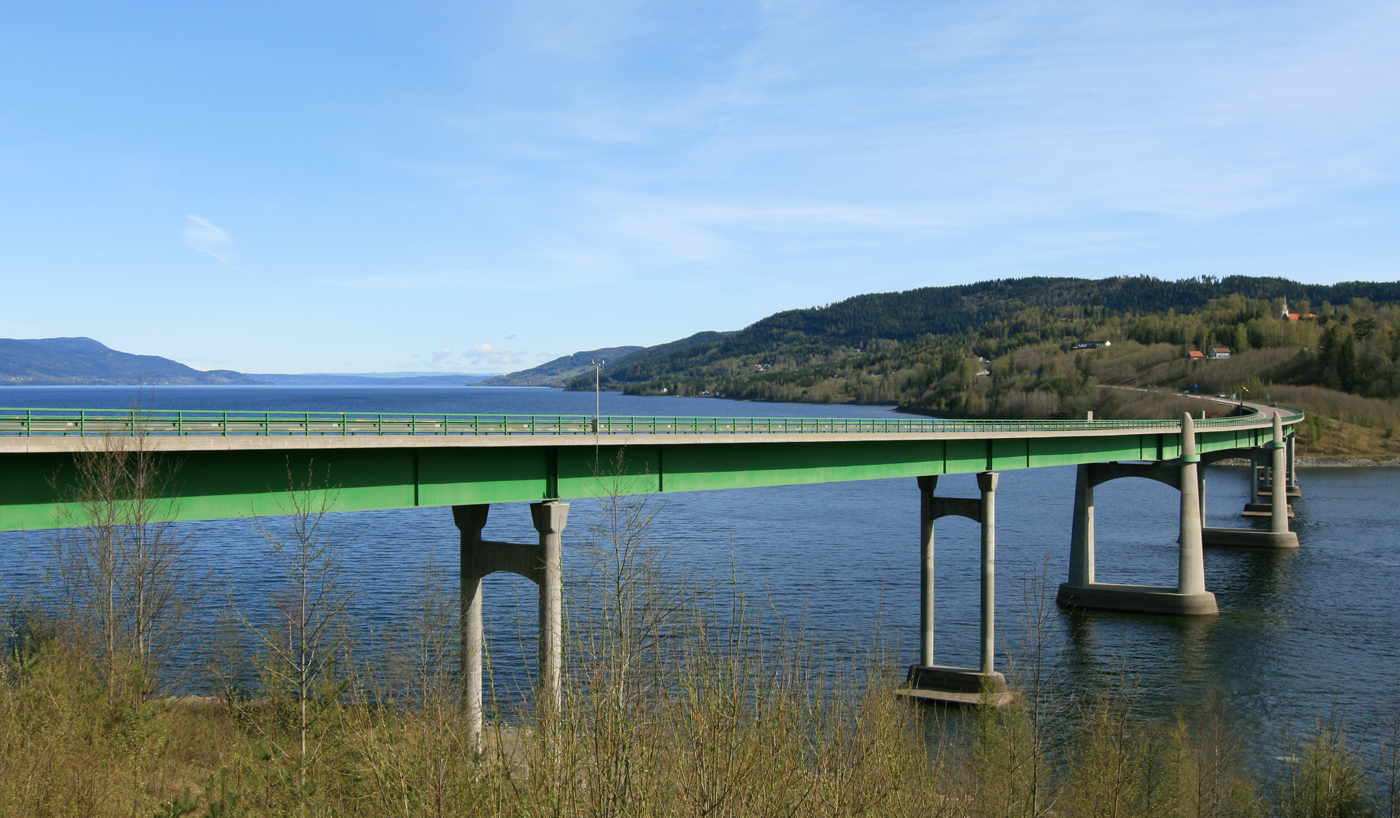